# Paloma (James Bond)
Paloma é uma personagem do filme 007 Sem Tempo para Morrer, o 25° da franquia cinematográfica do espião britânico James Bond, criado por Ian Fleming. Uma personagem aliada de James Bond na trama, ela é interpretada pela atriz hispano-cubana Ana de Armas.

## Características
Paloma é uma morena sexy e intensa, inteligente e engraçada, excitada para trabalhar com Bond, e que demonstra grande competência, derrubando dezenas de inimigos a tiros de pistola , metralhadora e golpes de artes marciais, sempre lembrando a 007 que tem apenas três semanas de treinamento.

## No filme
Paloma surge no filme num bar, quando James Bond está em busca do desaparecido cientista Valdo Obruchev, vestida num sexy vestido escuro longo decotado´, como alguém pronta para sair para um jantar romântico. Ela lhe diz trabalhar para Felix Leiter, da CIA, mas ter apenas três semanas de treinamento. Depois puxa Bond para uma adega de vinho onde ele possa colocar um smoking trazido por ela, para penetrarem na festa formal da SPECTRE. Os dois estão na festa e não desconfiam que entraram numa armadilha. Eles enfrentam a tiros da pistola de Bond e da metralhadora de Paloma dezenas de criminosos da organização enquanto fogem atrás do cientista, o prendem, e ela se separa de 007, que foge para o porto com Obruchev, onde embarcam num hidroavião.